# Ptahschepses Impy
Ptahschepses Impy, auch Merire Merianchptah war ein hoher altägyptischer Beamter, der während Pepis II. Regierungszeit, um 2245 bis 2180 v. Chr., amtierte. Er trug den Titel Vorsteher aller Arbeiten des Königs und ist am Ende seiner Karriere zum Wesir befördert worden, was das höchste Amt im ägyptischen Staat dieser Zeit war.
Ptahschepses stammte aus einer einflussreichen Familie. Sein Urgroßvater Senedjemib Inti war Wesir unter Isesi. Dieser hatte zwei Söhne, Senedjemib Mehi und Chnumneti, die auch Wesire wurden. Einer von beiden hatte wiederum einen Sohn mit dem Namen Nechebu, der königlicher Baumeister war und auch zum Wesir befördert wurde. Dessen Sohn war wiederum Ptahschepses Impy. Die ganze Familie ist vor allem von ihren Mastabas in Gizeh bekannt. Ptahschepses Impy ist in der Mastaba des Nechebu (G 2381) bestattet worden. Sein Grab fand sich 1912 unberaubt und enthielt noch den Sarg des Ptahschepses Impy, seinen Schmuck und eine Reihe von kupfernen Kulttischen und Gefäßen. Das Grab ist bisher nicht vollständig publiziert.